# Liste der Bauwerke von Hans Hollein
Die Liste der Bauwerke von Hans Hollein listet die verwirklichten Werke des österreichischen Architekten auf.
| Foto |                 | Baujahr   | Name                                                      | Standort                                         | Beschreibung                                                      | Metadaten                                                                     |
| --- | --------------- | --------- | --------------------------------------------------------- | ------------------------------------------------ | ----------------------------------------------------------------- | ----------------------------------------------------------------------------- |
| ja | Datei hochladen | 1965–1966 | Kerzenladen Retti, Wien 1                                 | Kohlmarkt 10 Standort                            |                                                                   | P84(Architekt):Hans Hollein P131(Ort):Innere Stadt Region-ISO:AT-9            |
| ja | Datei hochladen | 1966–67   | Boutique Christa Metek                                    | Standort                                         |                                                                   | P84(Architekt): P131(Ort):                                                    |
| BW | Datei hochladen | 1967–1969 | Feigen Gallery New York · Wikidata                        | 27 East 79th Street, New York Standort           |                                                                   | P84(Architekt): P131(Ort):                                                    |
| ja | Datei hochladen | 1976–1979 | Österreichisches Verkehrsbüro                             |                                                  | zerstört Anmerkung: Österreichisches Verkehrsbüro im Opernringhof | P84(Architekt): P131(Ort):Wien Region-ISO:AT-9                                |
| ja | Datei hochladen |           | Iranisches Museum für Glas und Keramik · Wikidata         | Teheran Standort                                 | → Hauptartikel : Iranisches Museum für Glas und Keramik f1        | P84(Architekt): P131(Ort):District 12 Region-ISO:IR-23                        |
| ja [[Vorlage:Bilderwunsch/code!/C:48.11894,16.26492!/D:Rathaus Perchtoldsdorf Marktplatz 10 Innenraumfotos mit Hollein-Bezug, idealerweise des Konferenzraumes!/\|BW]] | Datei hochladen | 1975–1976 | Rathaus Perchtoldsdorf HERIS-ID: 50368 Objekt-ID: 55274   | Marktplatz 10 Standort                           | Anmerkung: Innenraumgestaltung                                    | P84(Architekt): P131(Ort):Perchtoldsdorf Region-ISO:AT-3                      |
| ja | Datei hochladen | 1969–1975 | Carl Friedrich von Siemens Stiftung · Wikidata            | München Standort                                 | Anmerkung: Umbau Palais Ludwig Ferdinand, Gestaltung des Casinos  | P84(Architekt):Leo von Klenze P131(Ort):München Region-ISO:DE-BY              |
| ja | Datei hochladen | 1974      | Pressebüro der US-Botschaft · Wikidata                    | Novinskiy Bul'var, 21, Moskau, Russland Standort |                                                                   | P84(Architekt): P131(Ort):                                                    |
| ja | Datei hochladen | 1972–1974 | Schullin I                                                | Wien Standort                                    |                                                                   | P84(Architekt): P131(Ort):                                                    |
| ja | Datei hochladen | 1971–1972 | Media Linien · Wikidata                                   | Olympisches Dorf, München Standort               |                                                                   | P84(Architekt): P131(Ort):                                                    |
| ja | Datei hochladen | 1971–1972 | Section-N Einrichtungsgeschäft                            | Schulerstraße 16, Wien Standort                  | verändert Anmerkung: Heute First American Bar                     | P84(Architekt): P131(Ort):                                                    |
| BW | Datei hochladen | 1987–1989 | Golfclub Schloss Ebreichsdorf                             | Standort                                         |                                                                   | P84(Architekt): P131(Ort):Ebreichsdorf Region-ISO:AT-3                        |
| ja | Datei hochladen | 1983–1985 | Stadtvilla an der Rauchstraße, Haus 8 · Wikidata          | Berlin Standort                                  |                                                                   | P84(Architekt): P131(Ort):                                                    |
| ja | Datei hochladen | 1981–1982 | Schullin II                                               | Standort                                         |                                                                   | P84(Architekt): P131(Ort):                                                    |
| ja BW | Datei hochladen | 1972–1982 | Museum Abteiberg · Wikidata                               | Mönchengladbach Standort                         | → Hauptartikel : Museum Abteiberg f1                              | P84(Architekt): P131(Ort):Mönchengladbach Region-ISO:DE-NW                    |
| ja | Datei hochladen | 1991–1992 | Michaelerplatz „Archeologiefeld“                          | Standort                                         |                                                                   | P84(Architekt): P131(Ort):                                                    |
| | Datei hochladen | 1995–1996 | Zumtobel Staff Lichtforum                                 | Jasomirgottstraße 3–5, Wien                      | zerstört                                                          | P84(Architekt): P131(Ort):                                                    |
| [[Vorlage:Bilderwunsch/code!/C:48.234,16.4086!/D:Volksschule Donaucity Leonard-Bernstein-Straße 2, 1220 Wien !/\|BW]]                                                  | Datei hochladen | 1994–1999 | Volksschule Donaucity                                     | Leonard-Bernstein-Straße 2, 1220 Wien Standort   |                                                                   | P84(Architekt):Hans Hollein P131(Ort):Wien Region-ISO:AT-9                    |
| ja | Datei hochladen | 1991–1992 | Tabaktrafik HERIS-ID: 109022 Objekt-ID: 126570            | Am Graben, Wien Standort                         |                                                                   | P84(Architekt): P131(Ort):Innere Stadt Region-ISO:AT-9                        |
| ja BW | Datei hochladen | 1988–1993 | Banco Santander Headquarters · Wikidata                   | Paseo de la Castellana 24–26, Madrid Standort    |                                                                   | P84(Architekt): P131(Ort):Madrid Region-ISO:ES-MD                             |
| [[Vorlage:Bilderwunsch/code!/C:47.501505246908,9.7349208560237!/D:EA Generali Headquarters Quellenstraße 1-7, 6900 Bregenz !/\|BW]]                                    | Datei hochladen | 1987–1993 | EA Generali Headquarters                                  | Quellenstraße 1-7, 6900 Bregenz Standort         |                                                                   | P84(Architekt): P131(Ort):                                                    |
| ja | Datei hochladen | 1990      | Haas-Haus HERIS-ID: 76456 Objekt-ID: 90022                | Stephansplatz 12 Standort                        | → Hauptartikel : Haas-Haus f1                                     | P84(Architekt):Hans Hollein P131(Ort):Innere Stadt Region-ISO:AT-9            |
| ja | Datei hochladen | 1981      | Museum für Moderne Kunst · Wikidata                       | Frankfurt am Main Standort                       | → Hauptartikel : Museum für Moderne Kunst f1                      | P84(Architekt):Hans Hollein P131(Ort):Frankfurt-Innenstadt I Region-ISO:DE-HE |
| ja | Datei hochladen | 1979–1990 | Volksschule Köhlergasse HERIS-ID: 48772 Objekt-ID: 52323  | Köhlergasse 9 Standort                           | → Hauptartikel : Ganztagsvolksschule Köhlergasse f1               | P84(Architekt): P131(Ort):Weinhaus Region-ISO:AT-9                            |
| | Datei hochladen | 2005–2008 | E-TON Solar Headquarters                                  | Tainan, Taiwan                                   | Anmerkung: Adresse und Verwirklichung unklar                      | P84(Architekt): P131(Ort):                                                    |
| BW | Datei hochladen | 2004–2005 | Generali Kundenzentrum                                    | Hoher Markt 6, Innere Stadt, Wien Standort       |                                                                   | P84(Architekt):Hans Hollein P131(Ort):Wien Region-ISO:AT-9                    |
| | Datei hochladen | 2004–2007 | Sea Mio Appartement Towers                                | Taipeh, Taiwan                                   |                                                                   | P84(Architekt): P131(Ort):                                                    |
| ja | Datei hochladen | 2004–2008 | Die Welle                                                 | Standort                                         |                                                                   | P84(Architekt): P131(Ort):                                                    |
| ja | Datei hochladen | 2005–2007 | Umbau Schloss Rothschild HERIS-ID: 27062 Objekt-ID: 23575 | Schloßweg 2, 3340 Waidhofen an der Ybbs Standort | → Hauptartikel : Rothschildschloss f1                             | P84(Architekt): P131(Ort):Waidhofen an der Ybbs Region-ISO:AT-3               |
| BW | Datei hochladen | 2002–2011 | Haus Linser · Wikidata                                    | Sterzing, Südtirol Standort                      |                                                                   | P84(Architekt):Hans Hollein P131(Ort):Sterzing Region-ISO:IT-BZ               |
| ja | Datei hochladen | 2003–2004 | Saturn Tower                                              | Standort                                         | → Hauptartikel : Saturn Tower f1                                  | P84(Architekt): P131(Ort):Wien Region-ISO:AT-9                                |
| BW | Datei hochladen | 2003–2006 | Penthouse                                                 | Goldschmiedgasse 2, Wien Standort                |                                                                   | P84(Architekt): P131(Ort):                                                    |
| ja | Datei hochladen | 2001–2003 | Albertina Eingangsbereich und Soravia Wing                | Standort                                         |                                                                   | P84(Architekt): P131(Ort):Innere Stadt Region-ISO:AT-9                        |
| ja | Datei hochladen | 1992–2002 | Landesmuseum Niederösterreich, Shedhalle                  | Standort                                         | Anmerkung: mit Wolfgang Poser                                     | P84(Architekt):Hans Hollein P131(Ort):St. Pölten Region-ISO:AT-3              |
| ja | Datei hochladen | 1997–2002 | Centrum Bank Vaduz · Wikidata                             | Standort                                         | → Hauptartikel : Centrum Bank f1                                  | P84(Architekt): P131(Ort):                                                    |
| ja | Datei hochladen | 1996–2001 | Österreichische Botschaft · Wikidata                      | Berlin Standort                                  | → Hauptartikel : Österreichische Botschaft in Berlin f1           | P84(Architekt): P131(Ort):Bezirk Mitte von Berlin Region-ISO:DE-BE            |
| ja | Datei hochladen | 1996–2001 | Torre Interbank · Wikidata                                | Lima, Peru Standort                              |                                                                   | P84(Architekt):Hans Hollein P131(Ort):Lima Region-ISO:PE-LMA                  |
| ja | Datei hochladen | 1994–2000 | Generali Media Tower                                      | Standort                                         | → Hauptartikel : Generali Media Tower f1                          | P84(Architekt): P131(Ort):Wien Region-ISO:AT-9                                |
| ja | Datei hochladen | 1994–1997 | Vulcania Museum · Wikidata                                | 2 route de Mazayes Standort                      | Anmerkung: mit Atelier 4 – Clermont-Ferrand                       | P84(Architekt): P131(Ort):Saint-Ours Region-ISO:FR-63                         |
| ja | Datei hochladen | 2011      | Das Goldene Kalb                                          | Skulpturenpark, Unterpremstätten Standort        | → Hauptartikel : Österreichischer Skulpturenpark f1               | P84(Architekt): P131(Ort):Steiermark Region-ISO:AT-6                          |